# Charles Janeway
Charles Alderson Janeway, Jr. (* 5. Februar 1943 in Boston, Massachusetts; † 12. April 2003 in New Haven, Connecticut) war einer der herausragendsten Immunologen seiner Zeit. Er war Mitglied der National Academy of Sciences (USA) und Professor an der Yale University School of Medicine New Haven, Connecticut, USA.
Seine Forschungen haben ihn unter anderem an das National Institute for Medical Research nach London (1965–1967), an die Universität Cambridge, England (1969) und die Universität Uppsala in Schweden (1975–1977) geführt.
Charles Janeway hat als einer der ersten sein Augenmerk auf das angeborene Immunsystem gerichtet. Dabei konnte er zeigen, dass das angeborene System nicht nur unmittelbar nach der Geburt der schnellen Abwehr von Erregern dient, sondern insbesondere eine Art Lehrmeister für den Aufbau eines funktionsfähigen Immunsystems darstellt. Das angeborene System ermöglicht durch eine Mustererkennung die Unterscheidung von körpereigenen und fremden Organismen und ermöglicht so dem erworbenen System seine Abwehr gezielt gegen die fremden Eindringlinge zu richten.
Neben vielen weiteren Ehrungen und Preisen wurde er mit dem Avery-Landsteiner-Preis der Deutschen Gesellschaft für Immunologie und dem William B. Coley Award ausgezeichnet.  In den Jahren 1997/1998 fungierte er als Präsident der American Association of Immunologists.
Neben seiner Forschung war Charles Janeway in der Lehre sehr engagiert. So hat er sich als Verfasser eines Standardlehrbuchs der Immunologie („Immunobiology – the Immune System in Health and Disease“; deutsche Ausgabe im Spektrum Akademischer Verlag erschienen) international einen Namen gemacht.